# Simson S 50
Das Kleinkraftrad Simson S 50 ist ein vom VEB Fahrzeug- und Jagdwaffenwerk „Ernst Thälmann“ unter dem Markennamen Simson zwischen 1975 und 1980 hergestelltes Zweirad.
Das Fahrzeug darf (mit Ausnahme von Re-Importen) in Deutschland trotz der zulässigen Höchstgeschwindigkeit von 60 km/h als Kleinkraftrad mit einem Versicherungskennzeichen zulassungsfrei und in allen Bundesländern bereits mit 15 Jahren gefahren werden (Führerscheinklasse AM).

## Fahrzeuggeschichte
Das S 50 war ein gänzlich neu konstruiertes Kleinkraftrad und löste die bisherigen Vogelserie-Modelle Star und Habicht ab. Einen Entwurf des S 50 mit dessen wesentlichen Merkmalen und Optik gab es bereits 1967, als Karl Clauss Dietel  und Lutz Rudolph das „Offene Prinzip“ erdachten. Gemeint war damit ein Konzept, das Änderungen je nach Erkenntnis- und Entwicklungsstand ohne Aufgabe der Grundkonzeption ermöglichte. Die offizielle Präsentation erfolgte auf der Leipziger Herbstmesse 1974. Die Serienfertigung begann jedoch erst im Februar 1975. Zielstellung war es, über die Funktion als Verkehrsmittel hinausgehend auch der zunehmenden Bedeutung von Kleinkrafträdern für Freizeitgestaltung und sportliche Aktivitäten gerecht zu werden. Dies schlug sich in der auf Motorradoptik orientierten Gestaltung nieder, und die Auswahl zwischen fünf verschiedenen Lackierungen und alsbald drei verschiedenen Ausstattungsvarianten erfüllte individuelle Wünsche besser als die bisherigen, in nur einer Variante erhältlichen Typen. Neu waren auch Rahmen, Fahrwerk und Motor und entsprachen dem sportlicheren Charakter. Allerdings stellte die ausschließliche Ausstattung mit einem 3-Gang-Getriebe verglichen mit dem bisherigen Habicht einen Rückschritt dar. Anlässlich der Leipziger Frühjahrsmesse 1978 wurden S 50 N, S. 50 B1 und S 50 B2 mit der Auszeichnung Gutes Design bedacht. Das S 50 zählte neben dem Multicar 25 zu den wenigen Kraftfahrzeugen der DDR, die das höchste Gütezeichen Q erlangten, es wurde im Dezember 1975 verliehen.
Die Fahrzeuge wurden von der DDR auch in verschiedene, meist sozialistische oder Entwicklungsländer exportiert. In Westdeutschland wurde es hingegen nicht angeboten. Das S 50 war in der DDR steuerfrei und durfte ohne Kennzeichen benutzt werden. Es fiel lediglich ein Haftpflichtbeitrag von 8,50 DDR-Mark pro Jahr an. Auch wegen seines für damalige Verhältnisse sportlichen, modernen Aussehens war das S 50 besonders bei den Jugendlichen in der DDR beliebt und begehrt. Im Vergleich zur ebenfalls verbreiteten Jawa Mustang wies das S 50 eine Reihe von Vorzügen auf, weshalb der Import der Jawa-Kleinkrafträder nach Erscheinen des S 50 beendet wurde.
Im Frühjahr 1978 erhielt das S 50 einen neu geformten Tank, der aufgrund seiner Form im Volksmund Bananentank genannt wurde. Optisch sollte damit das „Loch“ zwischen Tank und Motor besser geschlossen und die Linie gestreckt werden. Bis Anfang 1978 gab es eine Anzahl weiterer Änderungen im Detail, unter anderem Verstärkungen am Fahrwerk und eine geänderte Telegabel zur Verbesserung ihrer Dichtheit. Im März 1979 wurden Blinker und Telegabel noch einmal etwas verändert. 1980 wurde das S 50 vom S 51 abgelöst. Insgesamt wurden 580 700 Stück vom Typ S 50 gebaut.
Das Konzept des S 50 wurde noch weit über dessen Bauzeit hinaus bis zur Werksschließung von Simson im Jahr 2002 angewendet, zuletzt in Gestalt des S 53.
Aufbauend auf dem Serien-S 50 gab es Ende der 1970er Jahre auch Versuche mit 100 cm³ und zwei Zylindern. Da man aber bereits MZ-Motorräder baute, wurden diese Entwicklungen nie in Serie gebaut.

## Ausführungen

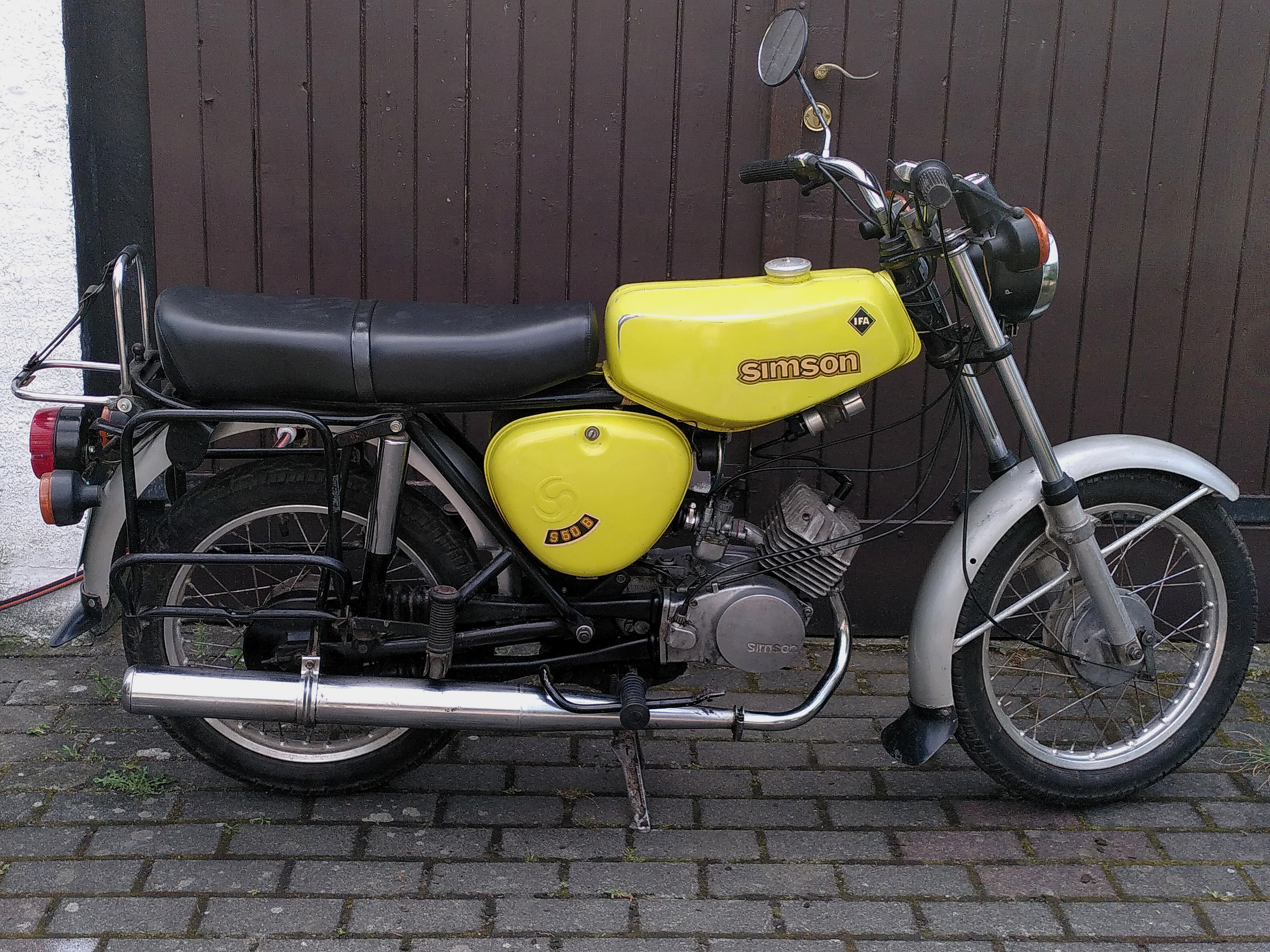
Simson S 50 B1 von 1978 mit neuer Tankform; Farbe rapsgelb, Zündspule unter dem Tank; hier mit Seitengepäckträgern als Zubehör

Generell unterschied man zwischen den Varianten S 50 N, S 50 B, S 50 B1 und S 50 B2.
Das S 50 N lief ab Mitte 1975 vom Band. Es wurde ausschließlich in Blau und mit grauen Plaste-Hülsen an den hinteren Federbeinen angeboten und hatte eine schlichte elektrische Anlage (ohne Blinker, kein Zündschloss, nur innenliegende Zündspule). Ein Bleiakku fehlte beim S 50 N ebenfalls, es gab lediglich eine Halterung für vier Monozellen für die Hupe, da die Lichtmaschine nur Wechselstrom lieferte. Eine elektrische Besonderheit war zudem, dass beim S 50 N das Rücklicht und die Tachobeleuchtung über die Lichtspule für den Scheinwerfer in Parallelschaltung mitversorgt wurden, eine Drossel gab es demzufolge nicht. Deshalb konnten Rücklicht und Tachobeleuchtung bei diesem Typ recht schnell durchbrennen, etwa bei locker sitzender Bilux-Lampe im Scheinwerfer oder einem defekten Schleppkontakt im Abblendschalter. Die Soziusfußrasten wurden direkt an der Schwinge befestigt. Somit war das S 50 N etwas leichter. Es war als wenig Ansprüche an die Wartung stellendes Fahrzeug vor allem für den Einsatz in Gegenden mit geringem Verkehrsaufkommen (Land- und Forstwirtschaft) konzipiert.
Das S 50 B ging als erstes Modell im Februar 1975 in Serie. Es besaß unter anderem ein Zündschloss sowie eine 4-Leuchten-Blinkanlage, für deren Betrieb ein Bleiakku 6 V / 12 Ah und eine Ladeeinrichtung vorhanden waren. Im Januar 1976 wurde das B-Modell durch das Modell B1 ersetzt. Das S 50 B1 hatte, neben den Einrichtungen des S 50 B, ein Standlicht, eine Lichthupe, 25-W/25-W-Fahrlicht und eine außenliegende Zündspule. Der Lichtaustrittsdurchmesser des Scheinwerfers vergrößerte sich geringfügig von 130 auf 136 mm, vor allem aber verbesserte sich die Lichtausbeute durch geänderte Streuscheibe und Reflektor. Auf der Leipziger Herbstmesse 1976 wurde schließlich das S 50 B2 vorgestellt, das anstatt des verschleißanfälligen Unterbrechers eine innovative wartungsfreie Hochspannungskondensatorzündung, entwickelt vom VEB Fahrzeugelektrik Karl-Marx-Stadt, und einen 6-V-35-/35-Watt-Scheinwerfer hatte. Die Jawa Babetta gab es bereits zuvor mit einer kontaktlosen Zündung, dabei handelte es sich aber um eine Transistorzündung. Äußerlich unterschied sich das Modell B2 vom Modell B1 lediglich durch grafische Details an den Seitendeckeln und dem rechten Motorgehäusedeckel mit dem Schriftzug „electronic“.
Die S 50-B-Typen hatten verchromte Federbeinhülsen am Hinterrad und wurden in den Farben schwefelgelb (damalige Bezeichnung: rapsgelb), kirschrot, saharabraun oder saftgrün ausgeliefert. Mit Ausnahme des Rapsgelbs wurden die S 50-Farben auch später an den S 51-Modellen verwendet.

## Technik

### Rahmen und Fahrwerk

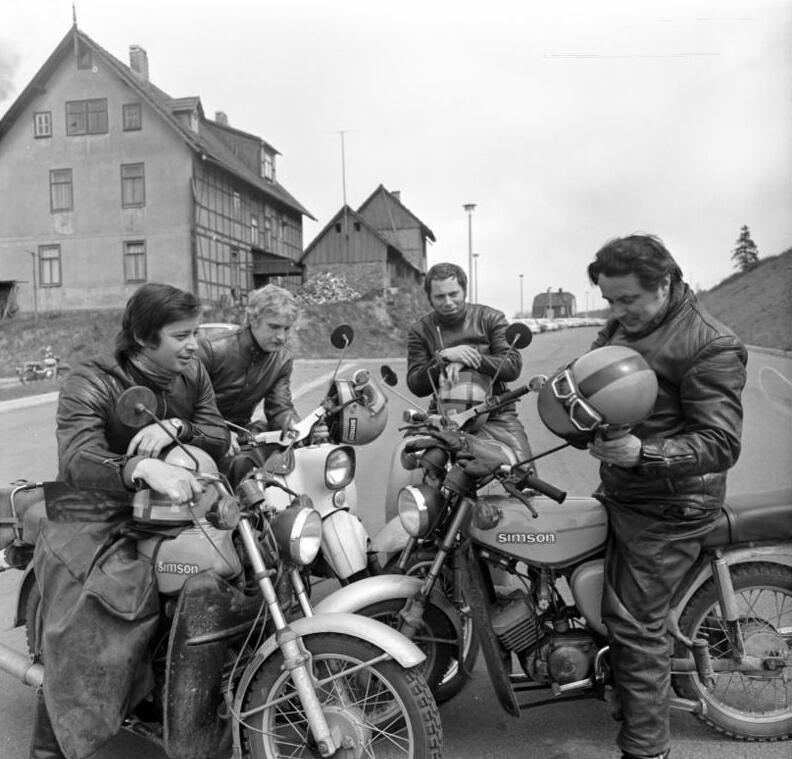
Simson-Versuchsfahrer, Dezember 1978

Zu den markantesten Neuerungen zählte die Verwendung einer (ungedämpften) Teleskopgabel mit 130 mm Federweg anstatt einer Schwinge am Vorderrad. Am Hinterrad blieb es bei der vom Habicht bekannten Schwingenkonstruktion mit hydraulisch gedämpften Federbeinen von 85 mm Federweg. Der neue, stets schwarz lackierte Rahmen unterstrich den Fokus auf gute Reparaturmöglichkeiten: Er gliederte sich in einen Haupt- und Hinterrahmen, die miteinander verschraubt waren, ebenso wie die Fußrastenträger und die Auspuffaufhängung. Nachdem bereits ab 1965 bei den Rahmen der bisherigen Vogelserie Erfahrungen mit Schweißautomaten in der Produktion gesammelt wurden, waren nun am S 50-Rahmen Lage und Form der anzuschweißenden Teile so gewählt, dass der Schweißprozess in der Produktion innerhalb von 1,5 min möglich war. Die vorn wie hinten identischen Laufräder wurden mitsamt der Bremstrommeln unverändert von den Vorgängertypen übernommen, sodass sich ein ausgesprochen hohes Maß an Standardisierung und somit auch Reparaturfreundlichkeit ergab. DDR-typisch wurde die Kette auch am S 50 nach MZ-Patent gekapselt. Die Betätigung der Hinterradbremse erfolgte anders als bisher mit Gestänge ohne Seilzug. Die Schutzbleche waren weniger voluminös als bei den Vorgängermodellen und stets silbergrau lackiert. Die Sitzhöhe konnte verglichen mit dem Habicht um 5 cm verringert werden, was eine sportlichere Fahrweise gestattete. Der neu geformte Tank fasste 9,5 l Kraftstoff, dieser wurde 1978 durch einen anders geformten Tank mit 8,7 l Fassungsvermögen ersetzt. Eine deutliche, sportliche Veränderung ergab sich durch den halbhohen, verstellbaren Rohrlenker und den leichtgängigen, funktionssicheren Wickelgasgriff, bei dem der Drehgriff direkt mit dem Seilzug verbunden war. Beim Innenzugdrehgriff der Vorgängertypen hingegen bewegte sich durch eine Spirale im Drehgriff ein Aluminiumschieber in einer Ausfräsung des Lenkers, der mit dem Seilzug verbunden war. Diese Gasgriffe erforderten regelmäßige Wartung und neigten zur Schwergängigkeit. Hinter den Seitendeckeln im Rahmendreieck des S 50 befand sich auf der rechten Seite ein Ansauggeräuschdämpfer mit dem Nassluftfilter. Auf der linken Seite waren abschließbar der Bleiakkumulator, das Zündschloss, Ladeanlage, Sicherung und Bordwerkzeug bzw. kleine Ersatzteile untergebracht.

### Motor

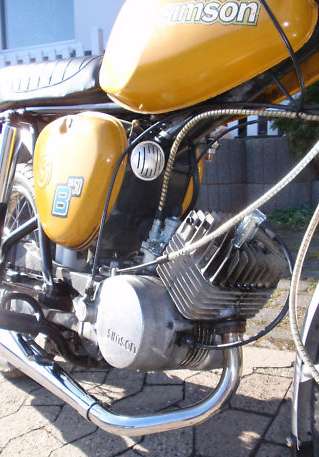
S 50-Motor. Verglichen mit dem S51-Motor mit stärkerer Verrippung des Zylinderkopfes aber kürzeren Rippen am Zylinder, und eine rundere Bauform des Motorblocks. Die Zündspule ist hier noch innenliegend.

Der vollgasfeste Motor des S 50 wurde aus dem in der Schwalbe und dem Star verwendeten 50-cm³-Zweitaktmotor entwickelt, der die Bezeichnung M53/1 KF (KF= Kickstarter & Fußschaltung) trägt. Der Motorblock bestand aus Leichtmetall. Der Zweikanal-Leichtmetallzylinder mit eingeschrumpften Laufbuchsen kam ohne Zylinderkopfdichtung aus. Unverändert blieb auch das klauengeschaltete 3-Gang-Getriebe, der schrägverzahnte Primärtrieb und die Kupplung.
Die Weiterentwicklung für das S 50 erhielt die Bezeichnung M53/2 KF und unterschied sich hauptsächlich durch die Fahrtwindkühlung, die elastische Motoraufhängung und das obere nadelgelagerte Pleuellager, das trotz der damals mäßigen Ölqualität die Verwendung von einem Öl-Benzingemisch von 1:50 gestattete (gegenwärtig verfügbare, hochwertige Öle lassen eine weitere Absenkung des Ölanteils zu). Der BVF-Vergaser wurde im Detail verändert und trug nun die Bezeichnung 16 N1-8. Dabei wurden im Teillastbereich wesentlich günstigere Lambda-Werte als bisher erreicht, sodass sich bei konstant 50 km/h eine Einsparung von fast 1 l/100 km ergab. Der Auspuff wurde auf die rechte Fahrzeugseite verlegt.
Den Entwicklungsschwerpunkt am bisherigen Motor M53/1 sah Simson in einer Optimierung des Energiedichteverlaufs, um ein sehr elastisches Fahrverhalten zu erreichen. Die beste Möglichkeit dafür wurde seitens der Konstrukteure in einer Verlängerung des Saugrohrs zwischen Vergaser und Zylinder gesehen, dies ließ sich baulich am Kleinkraftrad jedoch nicht weiter ausreizen. Stattdessen wurden das mit dem Vergaser direkt in Verbindung stehende Volumen des Ansaugsystems mit dem S 50 auf beträchtliche 1,0 Liter vergrößert und die Einlasssteuerzeiten angepasst. Zusammen mit einer leichten Anpassung der Auspuffanlage konnte mit dem Motor M53/2 KF des S 50 auf diese Weise eine Verbesserung des Energiedichteverlaufs erreicht werden. Das maximale Drehmoment vergrößerte sich auf 5,0 Nm und lag nun bereits bei 4800 statt bisher 5000/min an. Die Maximalleistung vergrößerte sich dabei geringfügig von 3,4 auf 3,6 PS und wurde bereits bei 5500 statt bisher 5750/min erreicht. Zwar fiel die Motorkennlinie oberhalb der Maximalleistung etwas stärker ab als beim M53/1, doch wie bei diesem standen bei 7000/min immer noch 3,2 PS zur Verfügung, wobei das S 50 etwa 60 km/h schnell fuhr. Unter günstigen Bedingungen ließ sich durch weiteres Überdrehen des Motors eine noch größere Geschwindigkeit erreichen. Die verbesserten Werte ginge zum Teil auch auf das entfallene Gebläse zurück.
Der Motor war für eine Grenznutzungsdauer von 25 000 km ausgelegt. Verschlissene Zylinderlaufbuchsen (Durchmesser im Neuzustand: 40,0 mm) konnten in 0,25-mm-Schritten bis zu sechs Mal ausgeschliffen und, mit einem dazu passenden, neuen Kolben gepaart, wieder eingesetzt werden – ein hervorragendes Beispiel der Materialökonomie. Auch Kurbelwellen, Bremsbacken und sogar Zündkerzen wurden regeneriert.

### Elektrik
Wie die bisherigen Modelle auch, hatte das S 50 grundsätzlich Magnetzündung, weshalb sich das S 50 unabhängig vom Ladezustand der Batterie starten und fahren lässt. Auch Scheinwerfer, Rücklicht und Bremslicht werden unabhängig von der Batterie versorgt, deshalb wird die Lichtmaschine als Schwunglichtmagnetzünder bezeichnet. Die Grundplatte trägt bei allen S 50-Modellen drei Spulen, die von einem direkt auf der Kurbelwelle befestigten Polrad mit sechs Permanentmagneten umkreist werden. Eine Spule speist die Zündung, eine weitere nur den Scheinwerfer. Die dritte versorgt das Bremslicht, und wenn dieses nicht leuchtet, das Rücklicht, die Tachometerbeleuchtung und die Batterie (außer beim S 50 N). Davon abgesehen, wurden beim S 50 drei unterschiedliche Varianten dieser Anlage verwendet:

#### SLMZ, SLPZ und SLEZ
Die als Schwunglichtmagnetzündung im engeren Sinne (SLMZ) bezeichnete Variante wurde an ursprünglichen S 50 B und generell am S 50 N verwendet. Sie entsprach jener des Vorgängermodells Star mit Unterbrecher und 15/15 W Scheinwerferleistung. Sie zeichnete sich dadurch aus, dass die Zündspule direkt auf der Grundplatte saß, also innenliegend angeordnet war. Diese Variante war zwar material- und platzsparend, doch Lichtspulen mit größerer Leistung ließen sich aufgrund ihres Platzbedarfs so nicht umsetzen. Deshalb erhielt das S 50 B1 einen sogenannten Schwunglichtprimärzünder (SLPZ), wie er zuvor auch schon am Habicht und der Schwalbe S eingebaut wurde. Auf der Grundplatte befand sich anstatt der Zündspule nur noch eine kleine Primärspule, die eine außenliegende, unter dem Tank angeordnete Zündspule mit Strom versorgte. Dadurch konnte der benötigte Platz für die größeren Lichtspulen geschaffen werden, Ergebnis war eine auf 25/25 W vergrößerte Scheinwerferleistung. Die Verlegung der Zündspule nach außen verringerte auch ihre thermische Belastung, und die bisher tiefliegende Hochspannungsdurchführung bot eine gewisse Störanfälligkeit insbesondere bei Nässe, die nun verringert war. Eine Besonderheit der SLPZ-Anlage war die Verwendung einer 12-Volt-Zündspule (baugleich mit der im Wartburg 353 verwendeten), alle anderen Ausführungen des S 50 hatten eine 6-Volt-Zündspule.
Bei der Schwunglichtelektronikzündung (SLEZ) saß anstelle der Primärspule eine Ladespule für den Zündkondensator auf der Grundplatte. Diese Variante war ab 1976 im Modell B2 erhältlich und arbeite kontaktlos ohne mechanischen Unterbrecher und somit wartungs- und verschleißfrei. Es handelte sich um eine damals innovative Hochspannungskondensatorzündung (HKZ), die vom VEB Fahrzeugelektrik Karl-Marx-Stadt unter Mitwirkung des VEB Halbleiterwerk Frankfurt (Oder) entwickelt wurde und damals im Ostblock eine Besonderheit war. Lediglich der Tatra 613 war mit einer vergleichbaren Zündanlage ausgestattet. Konstruktiv wurde dabei eine maximale Standardisierung erreicht, nicht einmal die Abmessungen des an den Magneten veränderten Polrads waren anders, sodass das Motorgehäuse und viele andere Teile kompatibel mit den anderen Simson-Modellen blieben. Im Zündzeitpunkt löst eine Lücke im Polrad einen Steuerimpuls im Steuergeber aus, der sich anstelle des Unterbrechers auf der Grundplatte befindet. Der Impuls bewirkt über ein Steuerteil die Entladung eines Kondensators, der zusammen mit den Steuerelementen zu einem Kunststoffkasten vergossen im Seitendeckels auf der rechten Fahrzeugseite installiert ist. Die Entladung des Kondensators wiederum erzeugt über die Primärwicklung der Zündspule eine Spannung mit großer Flankensteilheit in der Sekundärwicklung. Die Zündspannung baut sich dadurch in nur einem Zehntel der Zeit auf, die unterbrechergesteuerte Anlagen benötigen, sodass Störeinflüsse wie Feuchtigkeit, Schmutz an den Kerzenelektroden oder Temperaturschwankungen kaum noch Auswirkung auf die Funktionssicherheit haben. In Verbindung mit der großen Zündspannung von bis zu 30 kV wurden Kerzenlaufleistungen von ca. 20 000 km erreicht, was für kleine, hochbelastete Zweitaktmotoren recht viel ist. Ein kleiner Nachteil der Anlage war es, dass der per Abrissmarkierung am Polrad werksseitig markierte Zündzeitpunkt lediglich im Bereich um 3000/min genau stimmte, er verschob sich physikalisch bedingt bei niedrigen Drehzahlen geringfügig in Richtung Früh- und bei hohen Drehzahlen in Richtung Spätzündung – wünschenswert wäre eigentlich ein Effekt in umgekehrter Weise. Erheblicher war der Nachteil, dass die in Kunststoff vergossenen Bauteile im Falle eines Defekts nicht repariert werden konnten und Neuteile verglichen mit einem Unterbrecher teuer waren. Außerdem lagen an Teilen, die Ladespannung führten, bis zu 400 Volt Wechselspannung an, was das Risiko von Verletzungen durch Stromschläge vergrößerte (jedoch nur bei unsachgemäßer Handhabung). Die Scheinwerferleistung stieg auf 35/35 W.
Die übrige elektrische Ausstattung war schon bei den Vorgängertypen Star und Habicht recht umfangreich. Eine Verbesserung stellte die Vierleuchten-Blinkanlage dar (außer S50 N), die von der Batterie mit Strom versorgt wurde. Davon abgesehen speiste die Batterie noch das Standlicht (sofern vorhanden).

#### Einstellung der Zündung
Zur Einstellung der Unterbrecherzündung sind drei Maße in Einklang zu bringen: Der Unterbrecher-Kontaktabstand bei größter Nockenerhebung auf 0,35–0,45 mm, der Öffnungsbeginn des Unterbrechers (S 50: 1,5 mm vor oberem Totpunkt der Kolbenstellung), sowie ein bestimmtes Abrissmaß (Beispiel S 50 B1: 5–8 mm zwischen in Drehrichtung zweiter Kante des Primärspulenpolschuhs und Kante des Magneteinsatzes im Polrad) bei Öffnungsbeginn des Unterbrechers. Die Herausforderung besteht darin, dass diese drei Maße nicht unabhängig voneinander einstellbar sind. Sie müssen durch wiederholtes Nachjustieren der beiden Einstellmöglichkeiten (Stellung Unterbrecherhebel zur Kurbelwelle und Position der Grundplatte) in Einklang gebracht werden. Als Vorgehensweise wurde empfohlen, mit der Einstellung des Kontaktabstands des Unterbrechers zu beginnen, danach die Abrissstellung zu kontrollieren und durch Verstellen des Unterbrechers bei Bedarf nachzustellen, und erst danach durch Verdrehen der Grundplatte den Zündzeitpunkt einzustellen. Dies ist am S 50 verglichen zu bisherigen Simson-Mokicks einfacher, weil die Spannpratzen der Grundplatte ohne Demontage des Polrads erreichbar sind. Der maximale Kontaktabstand lässt sich aufgrund des kurzen Hebelarms zur Einstellnase und der Selbstverstellung beim Fixieren des Unterbrechers nur mühselig einstellen. Bewährt hat sich die Methode, bei größter Nockenerhebung und gelockertem Unterbrecher eine 0,6 mm-Fühlerlehre zwischen die Kontakte zu schieben und so den Unterbrecher festzuschrauben. Zieht man die Fühlerlehre dann heraus, ergibt sich meist der gewünschte Kontaktabstand von 0,4 mm. Auch der Öffnungsbeginn des Unterbrechers lässt sich nicht leicht bestimmen, weil aufgrund der Magnetzündung ein Spannungsmessgerät oder Prüflampe nicht ohne weiteres dafür verwendet werden können. Für die Selbsthilfe wurde empfohlen, die Öffnung durch zwischen die Kontakte geschobenes Stanniol, Alufolie oder Zigarettenpapier von etwa 0,03 mm Dicke zu ermitteln, das sich zum Öffnungsbeginn gerade so herausziehen lässt. Abschließend sind alle Maße nochmals zu kontrollieren und falls nötig innerhalb der zulässigen Toleranzen nachzujustieren. Alternativ gab es auch die Empfehlung, zuerst mit dem Verdrehen der Grundplatte für die Abrisseinstellung zu beginnen. Diese Vorgehensweise kann aber die Einstellung des Unterbrechers erschweren. Lässt sich die Zündung nicht korrekt einstellen, ist meist der Unterbrecher verschlissen. Werksseitig war für die Simson-Mokicks eine Kontrolle der Unterbrecher-Zündung alle 4000 km und ein Schmieren des Filzes für die Nockenlaufbahn alle 6000 km vorgesehen, um den Verschleiß des Unterbrecherhebels zu verringern.
Ab 1977 waren leicht ablesbare Markierungen an Polrad, Grundplatte und Motorgehäuse angebracht, deren Übereinstimmung den (theoretisch!) korrekten Zündzeitpunkt und richtigen Abriss anzeigen. Diese Markierungen dienen jedoch nur als Orientierungshilfe und entbehren nicht der Einstellung von Unterbrecher und Grundplatte im Rahmen der zulässigen Toleranzen, nur dann stimmen Abriss und Zündzeitpunkt auch in der Praxis. Die Markierungen erleichtern in jedem Fall die Einstellarbeiten, weil eine Messuhr zur Ermittlung der Kolbenstellung im Zündzeitpunkt und das Messen des Abrisses nicht mehr nötig sind. Zu beachten ist, dass die werksseitigen Markierungen nur stimmen, solange keine baulichen Änderungen am Motor wie zum Beispiel Austausch der Kurbelwelle vorgenommen wurden.
Wesentlich einfacher ist die Einstellung der elektronischen Zündung des S 50 B2. Die in Übereinstimmung zu bringenden Abrissmarkierungen, die an diesem Modell auch 1976 schon angebracht waren, zeigen  – da die Anlage verschleißfrei arbeitet – auch den tatsächlichen Zündzeitpunkt an, sodass sich weitere Einstellarbeiten erübrigen. Nur beim Einbau von Ersatzteilen (anderes Polrad, Steuerteil etc.) werden die Markierungen neu bestimmt, was eine dynamische Zündungseinstellung bei 3000/min mittels Stroboskop erforderlich macht. Außerdem muss die Einsatzdrehzahl am Regler im Steuerteil justiert werden (400–600/min). Wenn der Motor sich nur durch sehr kräftiges Ankicken starten lässt oder Zündstörungen bei hohen Drehzahlen auftreten, kann dies auf eine zu hohe bzw. zu niedrige Einsatzdrehzahl hindeuten.

#### Ladestrom für die Batterie
Da bei Magnetzündung der Ladestrom nicht ohne weiteres an den Ladezustand der Batterie angepasst werden kann, erhielt das S 50 zwei verschiedene Anschlüsse für Ladeströme von 1 und 2 Ampere. Beim ursprünglichen S 50 B war werksseitig der 1-A-Ladestrom angeschlossen, bei allen darauffolgenden Modellen (außer beim S 50 N) hingegen das Kabel für 2-A-Ladestrom. Bei intensiver Stadtfahrt wäre für eine ausgeglichene Energiebilanz mit der Vierleuchten-Blinkanlage allerdings ein 2,9-Ampere-Ladestrom erforderlich, der jedoch die thermische Belastungsgrenze überschritten hätte. Wird das S 50 viel in dichtem Stadtverkehr gefahren, wird daher auch in technisch einwandfreiem Zustand ein regelmäßiges Nachladen der Batterie erforderlich. Umgekehrt kann es mit 2-A-Ladestrom bei vorwiegend Landstraßenfahrt zur starken Überladung der Batterie kommen, die ihre Lebensdauer auf 30 % absinken lassen kann und den Wasserverbrauch erhöht. Deshalb sollte bei seltenerem Benutzen der Blinkanlage bzw. Standlicht auf den 1-A-Ladestrom umgesteckt werden. Zu beachten ist ferner, dass der Ladekreis auch das Bremslicht versorgt, so dass bei betätigter Fußbremse oder auch bei einem falsch eingestellten Bremslichtkontakt (Dauerbremslicht) kein Ladestrom durch die Batterie fließt.

### Weitere Merkmale
Durch diverse Anbauteile, wie etwa einer Knieschutzdecke, Beinschild, rechter Rückspiegel, Seitengepäckträger und Kofferträger (zur Montage der auch bei MZ verwendeten 26-Liter-Pneumant-Koffer) konnte man den Gebrauchswert des Mokicks noch individuell steigern. Zudem konnte es mit einer Anhängerkupplung und – steckdose ausgestattet werden.
Trotz der insgesamt sehr ausgereiften Konstruktion gab es auch am S 50 Schwachstellen: Die bei stark eingeschlagener Lenkung auf Biegung beanspruchte Tachowelle brach häufig, beim vollständigen Einfedern der Teleskopgabel trat mitunter Öl aus, und das teure Steuerteil der elektronischen Zündung, das nicht repariert, sondern nur ersetzt werden konnte, neigte zum Totalausfall bei erhöhten Temperaturen.
Werksseitig war das S 50 grundsätzlich nicht mit Metallic-Lack oder verchromten Schutzblechen erhältlich, die Fahrzeuge wurden aber häufig von ihren Besitzern nachträglich entsprechend aufgewertet.

### Technische Daten
| Kenngröße                       | Simson S 50 N                                              | Simson S 50 B                                              | Simson S 50 B1                                             | Simson S 50 B2                                                                           |
| ------------------------------- | ---------------------------------------------------------- | ---------------------------------------------------------- | ---------------------------------------------------------- | ---------------------------------------------------------------------------------------- |
| Motor                           | Zweitakt-Ottomotor, fahrtwindgekühlt                       | Zweitakt-Ottomotor, fahrtwindgekühlt                       | Zweitakt-Ottomotor, fahrtwindgekühlt                       | Zweitakt-Ottomotor, fahrtwindgekühlt                                                     |
| Zylinder                        | 1                                                          | 1                                                          | 1                                                          | 1                                                                                        |
| Hubraum                         | 49,6 cm³ (Bohrung 40 mm, Hub 39,5 mm)                      | 49,6 cm³ (Bohrung 40 mm, Hub 39,5 mm)                      | 49,6 cm³ (Bohrung 40 mm, Hub 39,5 mm)                      | 49,6 cm³ (Bohrung 40 mm, Hub 39,5 mm)                                                    |
| Drehmoment                      | 5,0 Nm bei 4800/min                                        | 5,0 Nm bei 4800/min                                        | 5,0 Nm bei 4800/min                                        | 5,0 Nm bei 4800/min                                                                      |
| Leistung                        | 2,65 kW (3,6 PS) bei 5500/min                              | 2,65 kW (3,6 PS) bei 5500/min                              | 2,65 kW (3,6 PS) bei 5500/min                              | 2,65 kW (3,6 PS) bei 5500/min                                                            |
| Verdichtung                     | 9,5 : 1                                                    | 9,5 : 1                                                    | 9,5 : 1                                                    | 9,5 : 1                                                                                  |
| Getriebegänge                   | 3, Klauenschaltung per Fuß                                 | 3, Klauenschaltung per Fuß                                 | 3, Klauenschaltung per Fuß                                 | 3, Klauenschaltung per Fuß                                                               |
| Zündung                         | Schwunglichtmagnetzündung                                  | Schwunglichtmagnetzündung                                  | Schwunglichtprimärzündung                                  | Schwunglichtelektronikzündung                                                            |
| Zündspule                       | 6 V, innenliegend                                          | 6 V, innenliegend                                          | 12 V, außenliegend                                         | 6 V, außenliegend                                                                        |
| Scheinwerfer                    | 15 W; 6 V                                                  | 15 W; 6 V                                                  | 25 W; 6 V                                                  | 35 W; 6 V                                                                                |
| Bremsen                         | Simplex-Trommelbremse, Durchmesser 125 mm, vorn und hinten | Simplex-Trommelbremse, Durchmesser 125 mm, vorn und hinten | Simplex-Trommelbremse, Durchmesser 125 mm, vorn und hinten | Simplex-Trommelbremse, Durchmesser 125 mm, vorn und hinten                               |
| Kraftstoff                      | Zweitaktgemisch 1:50 (Vergaserkraftstoff ROZ 88)           | Zweitaktgemisch 1:50 (Vergaserkraftstoff ROZ 88)           | Zweitaktgemisch 1:50 (Vergaserkraftstoff ROZ 88)           | Zweitaktgemisch 1:50 (Vergaserkraftstoff ROZ 88)                                         |
| Verbrauch je 100 km             | 2,5 l (bei 60 km/h)                                        | 2,5 l (bei 60 km/h)                                        | 2,5 l (bei 60 km/h)                                        | 2,5 l (bei 60 km/h)                                                                      |
| Tankinhalt                      | 9,5 l (ab 1978 8,7 l)                                      | 9,5 l (ab 1978 8,7 l)                                      | 9,5 l (ab 1978 8,7 l)                                      | 9,5 l (ab 1978 8,7 l)                                                                    |
| Leergewicht                     | 75 kg                                                      | 78,5 kg                                                    | 78,5 kg                                                    | 78,5 kg                                                                                  |
| zulässiges Gesamtgewicht        | 230 kg                                                     | 230 kg                                                     | 230 kg                                                     | 230 kg                                                                                   |
| Sitzplätze                      | 2                                                          | 2                                                          | 2                                                          | 2                                                                                        |
| Reifen                          | 2,75 × 16                                                  | 2,75 × 16                                                  | 2,75 × 16                                                  | 2,75 × 16                                                                                |
| Zulässige Höchstgeschwindigkeit | 60 km/h (40 km/h mit Anhänger)                             | 60 km/h (40 km/h mit Anhänger)                             | 60 km/h (40 km/h mit Anhänger)                             | 60 km/h (40 km/h mit Anhänger)                                                           |
| Sonstiges                       | ohne Zündschloss, Bleiakku und Blinkanlage                 | mit Zündschloss, Bleiakku und Blinkanlage                  | mit Zündschloss, Bleiakku und Blinkanlage                  | mit Zündschloss, Bleiakku und Blinkanlage, stärkerer Lichtmaschine und Elektronikzündung |
| Stückzahl gebaut                | 86.300                                                     | 81.400                                                     | 287.400                                                    | 125.000                                                                                  |
| Bauzeit                         | 1975–1980                                                  | 1975–1976                                                  | 1976–1980                                                  | 1976–1980                                                                                |
| Neupreis (M)                    | 1200                                                       | 1510                                                       | 1510                                                       | 1680                                                                                     |

## Testberichte
Die KFT hob als technisch bedeutsame Verbesserung die elastische Motoraufhängung hervor – Vibrationen an Lenker, Fußrasten, Sitzbank und Rückspiegel gehörten damit der Vergangenheit an. Die Richtungsstabilität habe sich verglichen mit Star und Habicht bedeutend verbessert, auch die veränderte Sitzposition wurde gelobt. Den äußeren Eindruck betreffend wurde das sportlich-leichte Aussehen begrüßt. Die Eigenschaften des Motors wurden sehr gelobt: Trotz des 3-Gang-Getriebes lag die Beschleunigungszeit 0-60 km/h mit 18,5 s wesentlich besser als beim Habicht (24 s) und der Durchschnittsverbrauch mit 2,5 l/100 km um 0,5 l niedriger, auch die Geräuschentwicklung war geringer. Die gestoppte Höchstgeschwindigkeit mit geducktem Fahrer lag unverändert bei 63 km/h. Doch es gab auch Kritik am neuen Mokick: Der bauchige Scheinwerfer sei unzeitgemäß und das Licht zu schwach, und der Freiraum zwischen Tank und Motor sei gestalterisch nicht bewältigt worden. Diese Mängel wurden später im Zuge der Modellpflege des S 50 bzw. am S 51 beseitigt. Wie so oft wurde noch die unzureichende Haftung der Pneumant-Reifen mit harter Gummimischung kritisiert, Hintergrund war das Ziel möglichst großer Reifenlaufleistungen.
Das Nullserienfahrzeug wurde von der KFT einer Langstreckenbeurteilung über 10 000 km unterzogen, wobei auch zwei Winter hindurch gefahren und das Mokick im Freien abgestellt wurde. Die aufgetretenen Mängel betrafen vorwiegend die Elektrik an Teilen, die in der Serienfertigung inzwischen verbessert wurden. Insgesamt wurden im Testzeitraum 4 außerplanmäßige Werkstattaufenthalte und 8 Unterwegs-Reparaturen veranlasst, wobei insgesamt 7 Defekte an funktionswichtigen Teilen auftraten. Als nicht zu behebender Mangel wurde die zu geringe Helligkeit der Beleuchtungskomponenten insgesamt angemerkt. Triebwerk, Fahrwerk und Optik zeigten sich nach dem Test ansonsten in einwandfreiem Zustand. Der Kraftstoffverbrauch lag im Gesamtzeitraum mit 2,5 l/100 km erheblich günstiger als bei den Vorgängermodellen, zusammen mit dem auf 1:50 verringerten Ölanteil im Benzin ergab sich daraus auch ein Beitrag zum Umweltschutz.
Beim Test des Modells S 50 B2 electronic bestätigte sich der positive Eindruck. Zündaussetzer und Kerzenbrücken traten an diesem Modell überhaupt nicht mehr auf, und das Startverhalten war auch bei schlechter Witterung ausgezeichnet.
Ein Belastungstest der S 50 B2 über 10.000 km hinweg erfolgte einschließlich einer Fahrt nach Bulgarien und zurück, unter Ausreizung der zulässigen Gesamtmasse. Die elektronische Zündung erwies sich als absolut zuverlässig und hatte eine wesentlich längere Lebensdauer der Zündkerze zufolge, diese war auch am Ende des Testzeitraums noch in Ordnung. Auch die Bremsbeläge waren am Ende des Tests kaum abgenutzt und sogar die Reifen mussten nicht gewechselt werden. Verschleißbedingte Mängel gab es lediglich an der wiederholt undicht gewordenen Telegabel. Außerdem trat nach gut 9000 km ein Zündspulendefekt auf, und durch starken Regen geriet einmal Wasser in den Vergaser. Am Testfahrzeug gab es außerdem zwei Fertigungsmängel: Zum einen war die hintere Bremstrommel unrund. Zum anderen führte ein Montagefehler der Kurbelwelle zu einem Lagerschaden bereits nach 96 km, auch die Wellendichtringe mussten gewechselt werden. Dennoch traten insgesamt nur 5 Defekte an funktionswichtigen Teilen auf. Auch der gemessene Kraftstoffverbrauch lag mit 2,4 l/100 km so niedrig wie noch nie. Prinzipielle Kritik betraf die verbesserungsbedürftige Schaltbarkeit des Getriebes und die etwas zu weiche Federung vorn. Ein störanfälliges Tachometer und Reifen mit schlechter Nasshaftung waren Dinge, die schon seit jeher Gegenstand der Kritik an den Simson-Mokicks waren und erneut am S 50 beanstandet werden mussten.